# Musée de la mer (Vaasa)
Pour les articles homonymes, voir Musée de la Mer.
Le musée de la mer de Vaasa (finnois : Vaasan merimuseo) est un musée situé à Palosaari dans la ville de Vaasa en Finlande.

## Description
Le musée maritime de Vaasa est situé sur la rive du détroit de Palosaari.
Le détroit fut pendant plus de 150 ans l'avant-port de Vaasa et le centre de la construction navale.
Au XIXe siècle et au début du XXe siècle, le rivage était bordé de boutiques et de magasins, et le musée est situé dans l'un de ces anciens magasins de sel.
L'armateur Wolff a fait construire un magasin de sel au milieu du XIXe siècle et le bâtiment a été bien conservé grâce à l'effet conservateur du sel.
Il existe au total quatre entreports portuaires d'origine dans la zone, dont l'un remonte probablement à la fin du XVIIIe siècle et a été apporté dans la zone depuis Vanha Vaasa.
L'histoire maritime de Vaasa est représentée par une vaste collection de photographies et de modèles réduits ainsi qu'à l'aide de divers objets.
Une grande lanterne de phare originaire de Valsörarna accueille les visiteurs dans le hall, et sur les murs on peut voir des photographies et des informations sur les phares du Kvarken et la vie des gardiens de phare.
De nombreux navires ont fait naufrage dans l'archipel rocheux du Kvarken.
Des découvertes intéressantes sauvées des épaves sont exposées dans le musée. L'une des perles du musée est le scaphandre du début du XXe siècle, qui pèse environ 100 kg.
La salle à l'étage expose des modèles réduits de navires historiques.
Il y a des modèles réduits et des photographies de l'âge d'or des voiliers au XIXe siècle et des modèles réduits de nombreux autres navires historiques.
Des modèles réduits ont également été construits à partir de navires plus récents, et certains uniformes des équipages sont aussi exposés.
Le trafic de traversiers entre Vaasa et Umeå a eu une grande importance pour la navigation actuelle de Vaasa.
Les bateaux à vapeur ont été utilisés jusque dans les années 1950, jusqu'à ce qu'ils soient remplacés par les grands navires de croisière.
Les nombreuses compagnies maritimes de Vaasa sont représentées par des images et des objets.